# Kabinett Gürsel II
Das Kabinett Gürsel II war die 25. Regierung der Türkei, die vom 5. Januar 1961 bis zum 20. November 1961 durch Ministerpräsident Cemal Gürsel geleitet wurde.
Am 27. Mai 1960 putschten die türkischen Streitkräfte die amtierende Regierung von Ministerpräsident Adnan Menderes aus dem Amt. Mit Cemal Gürsel setzten sie einen Ex-General an die Spitze, der wenige Wochen zuvor in den Ruhestand versetzt worden war, weil er Kritik an der politischen Situation geübt hatte. Gürsel wurde als Präsident des 38-köpfigen Komitees der Nationalen Einheit Staatspräsident, Ministerpräsident und Oberbefehlshaber der Armee.:78 f.
Mit der Einberufung der verfassungsgebenden Versammlung formte Gürsel sein Kabinett um. Bei der Wahl zur Nationalversammlung in der Türkei 1961 wurde Gürsel zum Staatspräsidenten gewählt. Übergangsweise leitete Fahri Özdilek die Regierung bis zur Übernahme der Regierungsgeschäfts durch Wahlgewinner İsmet İnönü.

## Minister
| Titel                                   | Name                                                              | Amtszeit                                                                             |
| --------------------------------------- | ----------------------------------------------------------------- | ------------------------------------------------------------------------------------ |
| Ministerpräsident                       | Cemal Gürsel                                                      |                                                                                      |
| Stellvertretender Ministerpräsident     | Muharrem Kızıloğlu Fahri Özdilek                                  | 4. Februar 1961 – 2. März 1961 2. März 1961 – 20. November 1961                      |
| Staatsminister                          |                                                                   |                                                                                      |
| Hayri Mumcuoğlu Adnan Erzi              | 5. Januar 1961 – 26. August 1961                                  |                                                                                      |
| Nasır Zeytinoğlu Sıtkı Ulay             | 5. Januar 1961 – 4. Februar 1961 3. März 1961 – 20. November 1961 |                                                                                      |
| Justizminister                          | Ekrem Tüzemen Kemal Türkoğlu                                      | 5. Januar 1961 – 17. August 1961 17. August 1961 – 20. November 1961                 |
| Verteidigungsminister                   | Muzaffer Alankuş                                                  | 5. Januar 1961 – 3. Juli 1961                                                        |
| Innenminister                           | İhsan Kızıloğlu Nasır Zeytinoğlu                                  | 5. Januar 1961 – 4. Februar 1961 4. Februar 1961 4. Februar 1961 – 20. November 1961 |
| Außenminister                           | Selim Sarper                                                      |                                                                                      |
| Finanzminister                          | Kemal Kurdaş                                                      |                                                                                      |
| Bildungsminister                        | Turhan Feyzioğlu Ahmet Tahtakılıç                                 | 5. Januar 1961 – 7. Februar 1961 2. März 1961 – 20. November 1961                    |
| Minister für Bau und Siedlungswesen     | Fehmi Yavuz Rüştü Özal                                            | 5. Januar 1961 – 6. Februar 1961 6. Februar 1961 – 20. November 1961                 |
| Minister für öffentliche Arbeiten       | Mukbil Gökdoğan                                                   |                                                                                      |
| Minister für Gesundheit und Sozialhilfe | Nusret Karasu Ragıp Üner                                          | 30. Mai 1960 – 27. August 1960 6. September 1960 – 5. Januar 1961                    |
| Minister für Zölle und Monopole         | Fethi Aşkın                                                       |                                                                                      |
| Verkehrsminister                        | Orhan Mersinli                                                    |                                                                                      |
| Industrieminister                       | Şahap Kocatopçu İhsan Soyak                                       | 5. Januar 1961 – 14. April 1961 29. April 1961 – 20. November 1961                   |
| Handelsminister                         | Mehmet Baydur                                                     |                                                                                      |
| Landwirtschaftsminister                 | Osman Tosun                                                       |                                                                                      |
| Arbeitsminister                         | Ahmet Tahtakılıç Cahit Talas                                      | 5. Januar 1961 – 2. März 1961 2. März 1961 – 20. November 1961                       |
| Minister für Tourismus und Medien       | Cihat Baban Sahir Kurutluoğlu                                     | 5. Januar 1961 – 29. August 1961 2. September 1961 – 20. November 1961               |